# Te despertaré
Te despertaré – singel Pastory Soler, wydany 22 lipca 2013, pochodzący z albumu Conóceme. Autorem tekstu jest Tony Sánchez-Ohlsson, a muzykę skomponowali wspólnie Tony Sánchez-Ohlsson i Thomas G:son.
30 lipca 2013 został opublikowany oficjalny teledysk do piosenki, który był zrealizowany na Teneryfie, a wyreżyserował go Pedro Lazaga.
Singel znalazł się na 17. miejscu na oficjalnej hiszpańskiej liście sprzedaży.
Kompozycja w grudniu 2013 zajęła 1. miejsce z liczbą 237 punktów w Konkursie Piosenki organizowanym przez kluby OGAE.

## Lista utworów
- Digital download[8]

1. „Te despertaré” – 3:54

## Pozycja na liście sprzedaży
| Kraj      | Notowanie (2013) | Najwyższa pozycja |
| --------- | ---------------- | ----------------- |
| Hiszpania | PROMUSICAE       | 17                |